# Майнбернгайм
Майнбернгайм (нім. Mainbernheim) — місто в Німеччині, розташоване в землі Баварія. Підпорядковується адміністративному округу Нижня Франконія. Входить до складу району Кітцинген. Складова частина об'єднання громад  .
Площа — 12,00 км2. Населення становить 2283 ос. (станом на 31 грудня 2020).